# 컬트 엔터테인먼트
컬트 엔터테인먼트(CULT Entertainment)는 컬투의 정찬우, 김태균을 주축으로 한 연예 기획사이다.

## 소속 연예인
- 컬투
  - 정찬우
  - 김태균

## 이전 소속 연예인
- 이정